# 페라리 몬자
페라리 몬자(이탈리아어: Ferrari Monza)는 페라리가 제작한 일련의 차량 중 하나이다. 1950년대 초, 페라리는 가장 작은 스포츠 레이서 등급에서 소형 조아키노 콜롬보 설계 V12 엔진을 사용하는 대신, 아우렐리오 람프레디가 설계한 4기통 직렬 엔진 라인으로 전환했다. 가볍고 신뢰성 있는 2.5L 553 F1 자동차의 성공에 영감을 받아, 4기통 스포츠 레이서들은 1950년대 후반까지 성공적으로 경쟁했으며, 유명한 500 몬디알과 750 몬자로 절정에 달했다.
V12 모델은 엔진의 "계곡" 중앙에 위치한 다운드래프트 기화기를 사용한 반면, 직렬 엔진 4기통 모델은 사이드 드래프트 장치를 사용하여 후드 스쿠프가 필요 없었다.
거의 모든 몬자는 250 및 860 몬자를 제외하고 2,250 mm (88.6 in)의 휠베이스를 가졌다.

## 1953년
1953년형은 페라리에게 새로운 월드 스포츠카 챔피언십 시리즈와 함께 도약의 해였다. 회사는 전통적인 V12 엔진의 250 MM을 새로운 340 MM과 375 MM으로 보강하고 새로운 4기통 625 TF와 735 S 모델을 도입했다. 이처럼 다양한 차량으로 페라리는 첫 스포츠카 챔피언십을 석권할 수 있었다.

### 625 TF
페라리의 첫 4기통 폐쇄형 스포츠 레이서는 1953년의 625 TF였다. 비냐레가 디자인한 250 MM 스파이더와 대부분의 면에서 유사하게, 625 TF는 250의 3.0 L V12 대신 625 F1 자동차에서 가져온 2.5 L (2498 cc/152 in³) 직렬 4기통 엔진을 사용했다. 250과 동일한 2,250 mm (89 in)의 휠베이스를 가졌지만 730 kg (1,610 lb)으로 훨씬 더 가벼운 작은 차였다. 엔진은 7,000 rpm에서 220 hp (164 kW)를 생산했으며, 이 작은 로드스터를 240 km/h (150 mph) 이상으로 밀어붙일 수 있었다.
경량의 이 차는 1953년 6월 29일 몬차에서 마이크 호손의 손에 의해 데뷔했다. 이 트랙의 긴 직선 구간에서 속도를 유지할 수는 없었지만, 호손은 데뷔전에서 4위를 차지했다.
1953년 봄에 비냐레가 설계하고 제작한 마지막 페라리 중 하나인 단 한 대의 폐쇄형 625 TF 베를리네타가 제작되었다. 줄리오 비냐레에 따르면, 이 차는 화재로 파괴되었다. 1954년에 스칼리에티가 스파이더로 차체를 재정비했다는 추측이 있지만 이는 확인되지 않았다.

### 735 S
625 TF가 데뷔한 같은 날, 알베르토 아스카리를 위한 또 다른 차량이 출전했다. 2.9 L (2941.66 cc/179 in³)로 확대된 엔진을 장착한 아스카리의 735 S는 몬차에서 더 유능했으며, 250 MM과의 충돌 전까지 레이스를 선두했다. 735 S는 카로체리아 아우토드로모가 차체를 만든 바르케타로, 움푹 들어간 헤드라이트, 늘어진 그릴, 펜더 통풍구가 특징이었다. 피닌 파리나와 스칼리에티도 각각 한 대씩 차체를 제작했다.

### 500 몬디알
람프레디의 4기통 엔진에 대한 초기 실험은 유명한 500 몬디알의 탄생으로 이어졌다. 알베르토 아스카리가 우승한 세계("몬디알") 챔피언십을 기념하여 명명된 500 몬디알은 진보된 서스펜션을 가진 작고 가벼운 차체에 람프레디 4기통 엔진의 2.0 L 버전을 특징으로 했다. 이 차는 1953년 12월 20일 카사블랑카 12시간 레이스에서 아스카리와 루이지 빌로레시가 운전하여 375 MM에 이어 2위를 차지하며 데뷔했다. 1954년에는 4대의 500 몬디알이 밀레 밀리아 레이스에 참가하여, 란시아 D24에 이어 종합 2위를 차지했다. 몬디알은 1957년 밀레 밀리아 참가 등 10년대 말까지 경쟁력을 유지했으며, 1962년 하비에르 발레스케스가 멕시코시티의 1962년 대통령 카레라 레이스에 섀시 0448MD를 출전시킬 때까지 경주에 참가했다.
500 몬디알의 2.0 L (1984.86 cc/121 in³) 엔진은 세계 챔피언십을 우승한 500 F2에서 가져왔지만 170 hp (127 kW)를 생산하도록 디튠되었다. 720 kg (1,590 lb)으로 매우 가벼웠고, 현대적인 드 디옹 튜브 후륜 서스펜션으로 핸들링이 좋았다.
초기 500 몬디알은 피닌 파리나가 차체를 제작한 스파이더였지만, 카로체리아 스칼리에티는 나중에 일련의 바르케타를 제작했다. 두 대의 베를리네타도 피닌 파리나에 의해 제작되었다. 총 29대가 제작되었다. 제작된 13대의 피닌파리나 스파이더 중 5대는 헤드라이트가 덮인 초기 시리즈 I 버전이었다.
이 차는 2012년 페블 비치 자동차 전시회에서 그란 투리스모 트로피를 수상했다.

## 1954년~1955년
1954년과 1955년 시즌은 페라리 4기통 스포츠 레이서의 전성기였다. 회사는 1954년 월드 스포츠카 챔피언십에서 우승하며 전성기를 맞았고, 전설적인 메르세데스-벤츠 팀에도 불구하고 1955년에도 경쟁력을 유지했다. 1954년 초 페라리 스포츠카 라인업은 2.0 L 500 몬디알과 3.0 L 750 몬자로 구성되었다. 그해 후반에 팀은 몬디알을 500 TR로 교체했으며, 메르세데스-벤츠를 저지하기 위해 열렬히 노력하여 더 큰 857 S와 6기통 118 LM 및 121 LM을 개발했다. 1954년의 250 몬자와 1955년의 410 S를 포함한 계획된 V12 스포츠 레이서 제품군은 덜 주목받았다.

### 750 몬자
1954년에는 새로운 4기통 스포츠 레이서인 750 몬자가 도입되었다. 500 몬디알 엔진의 3리터 버전을 장착한 몬자는 훨씬 더 강력하여 260 PS (191 kW)를 낼 수 있었지만, 무게는 760 kg (1,675 lb)으로 거의 증가하지 않았다. 새로운 스타일의 차체는 피닌 파리나가 설계했으며 유명한 250 GTO의 드롭-노즈(droop-nose) 모습을 예고했지만, 주목을 끈 것은 흐르는 듯한 테스타 로사를 연상시키는 페어링된 헤드레스트를 가진 스칼리에티의 750 몬자였다.
알베르토 아스카리는 1955년 몬자에서 즉흥적인 테스트 세션 도중 이 차에서 사망했다.
마이크 호손과 움베르토 마글리올리는 750 몬자를 몰고 첫 레이스에서 몬차에서 우승하여 차에 이름을 붙였다. 그들은 트랙에서 강했지만, 몬자는 1955년 메르세데스-벤츠 300 SLR을 막지 못하여 독일 팀이 1954년에 페라리가 차지했던 스포츠카 챔피언십을 빼앗아갔다.

페라리 박물관의 750 몬자
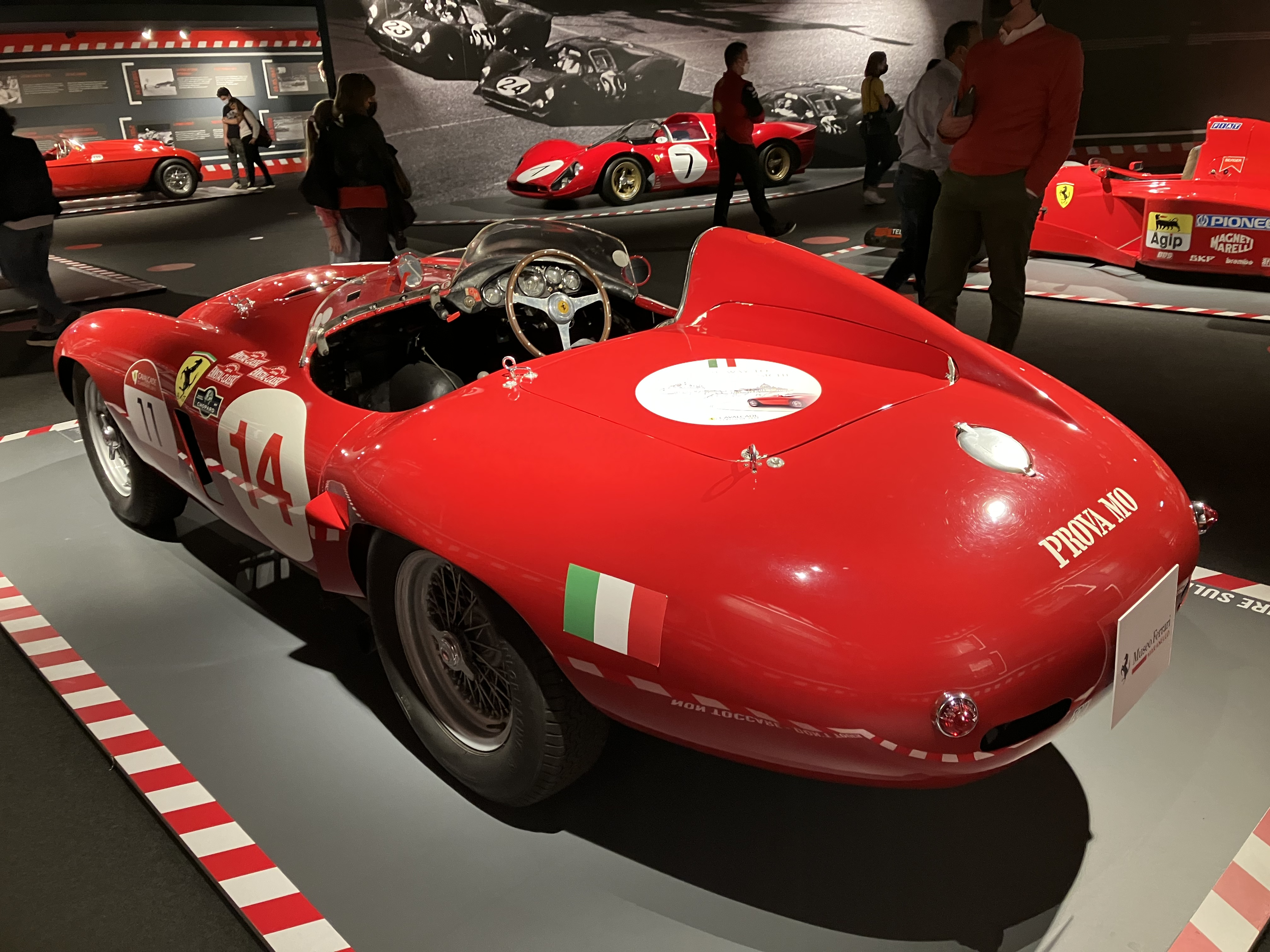
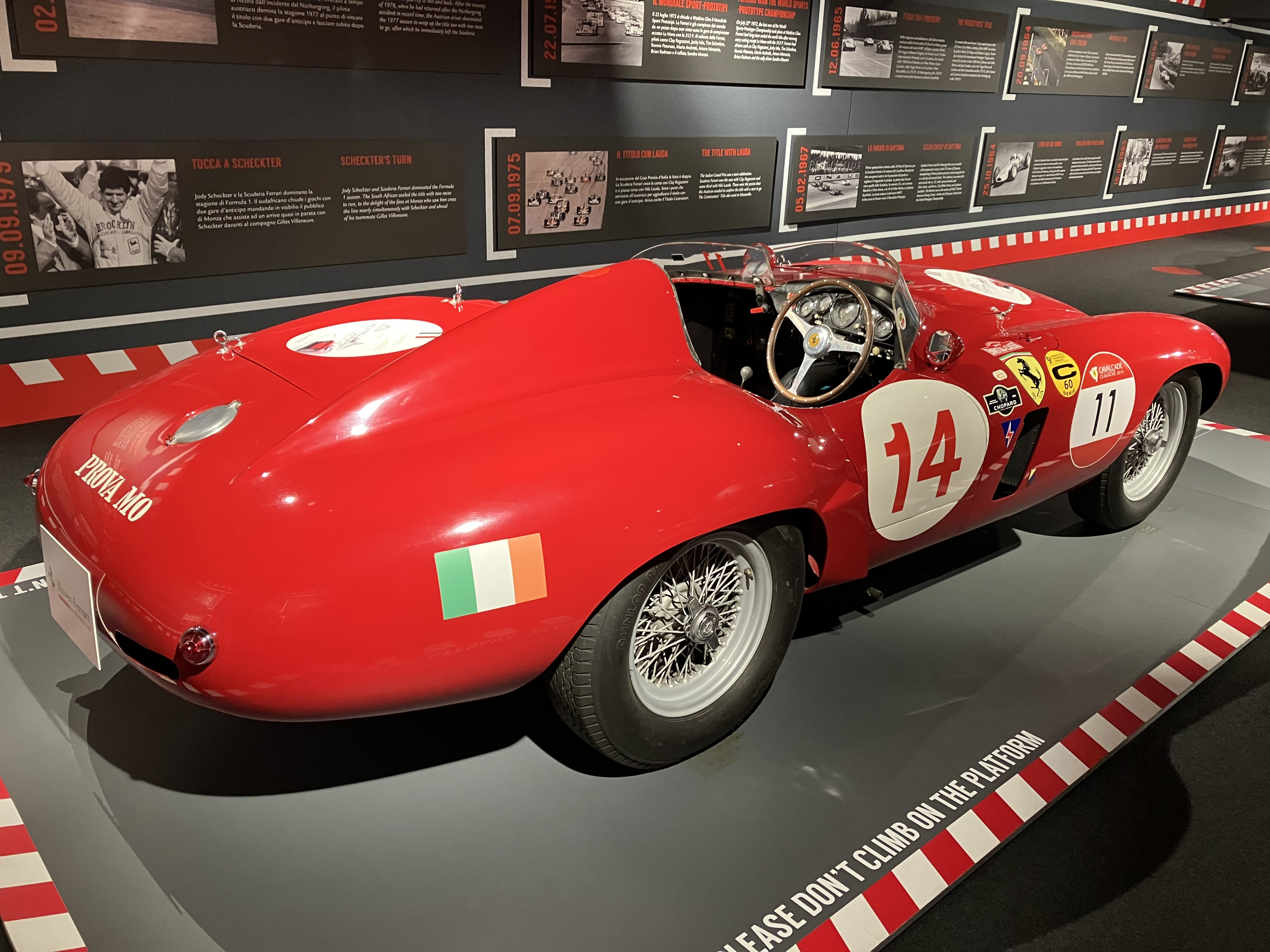
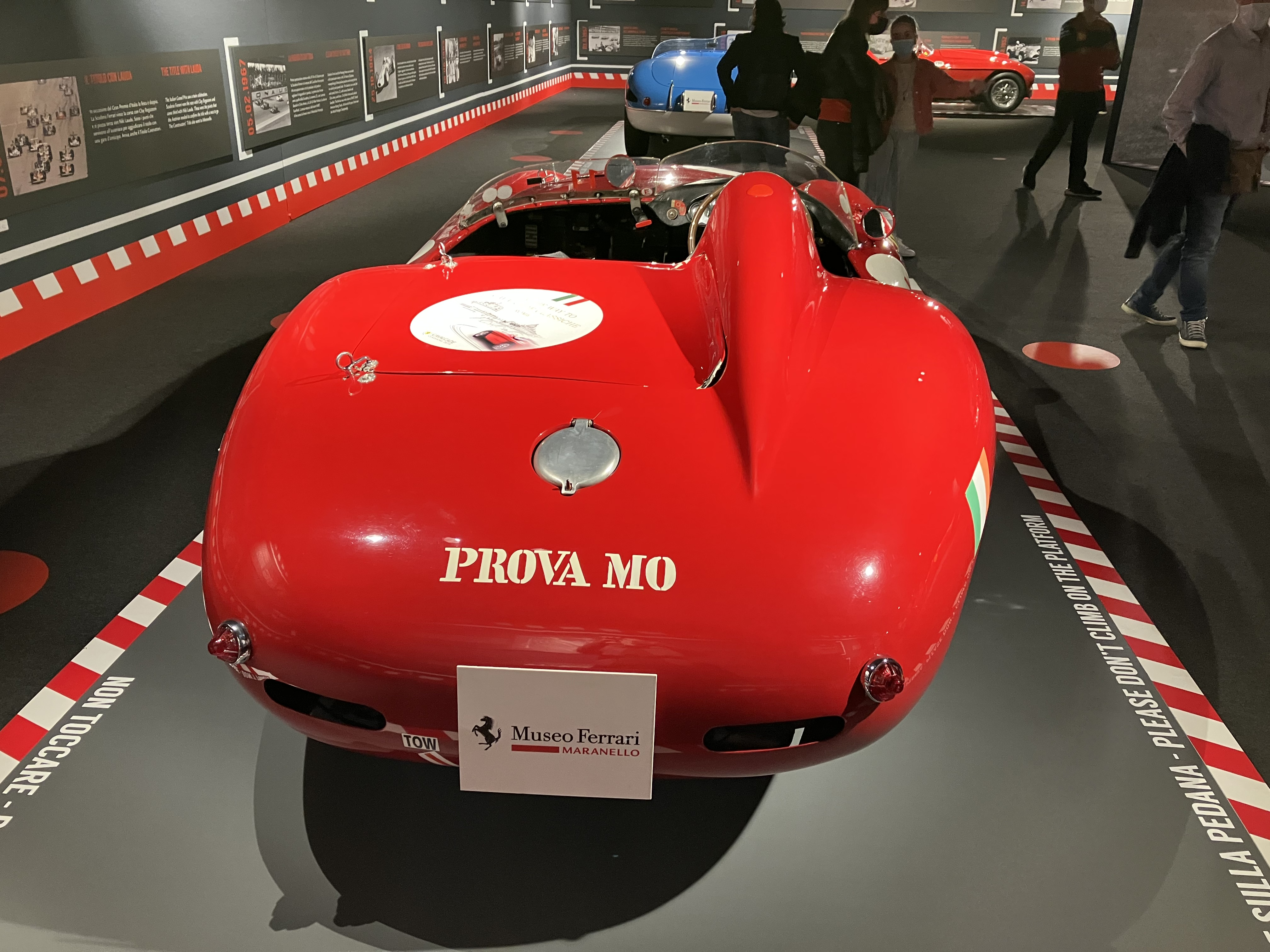

### 857 S
1955년의 단명한 857 S는 메르세데스-벤츠의 강한 팀을 막으려는 시도였지만, 750 몬자와 376 S/735 LM은 그렇게 할 수 없었다. 기존 750 몬자 섀시에는 람프레디 4기통의 확대 버전이 장착되어, 이제 모듈:Convert 282번째 줄에서 Lua 오류: attempt to index local 'cat' (a nil value).의 배기량과 280 hp (206 kW)의 출력을 냈다. 이 차는 1955년 투어리스트 트로피에서 독일 팀과 경쟁력이 없었기 때문에 람프레디는 다음 시즌을 위해 다시 설계에 착수했다. 1955 타르가 플로리오에서 857 S는 카스텔로티가 운전하여 종합 3위를 차지했다. 1년 후, 1956 부에노스아이레스 1000km에서 올리비에르 장드비앙과 필 힐이 2위를 기록했다.

## 1956년
메르세데스-벤츠가 국제 스포츠카 레이싱에서 철수하면서, 860 몬자와 새로운 290 MM은 1956년 내내 좋은 성적을 보였고, 스포츠카 세계 챔피언십을 다시 모데나로 가져왔다. 이는 재규어의 새로운 D-타입이 새로이 제한된 르망에서 왕좌를 차지하고 마세라티의 300 S가 뉘르부르크링 1000km 레이스에서 우승했음에도 불구하고였다.

### 500 TR
1954년에 750이 출시되면서, 더 작은 500 몬디알은 또 다른 2리터 차량인 500 TR로 대체되었다. 유명한 테스타 로사라는 이름을 처음으로 사용한 이 500 TR은 몬디알과 여러 면에서 달랐다. 가장 중요한 변화 중 하나는 페라리에게는 급진적인 변화였던 코일 스프링 서스펜션과 듀얼 디스크 클러치가 있는 동기화 변속기였다. 500 TR은 전작들의 경량 전통을 이어받아 680 kg (1,500 lb)에 불과했으며, 이는 180 hp (132 kW)의 엔진 출력과 결합되어 차량에 흥미진진한 성능을 부여했다. 스칼리에티는 500 TR의 모든 차체를 제작했다.

### 860 몬자
857 S와 비교하여 서류상으로는 큰 변화가 없었지만, 1956년의 860 몬자는 국제 스포츠카 레이싱에서 훨씬 더 경쟁력이 있었다. 엔진은 102 mm (4 in) x 105 mm (4.1 in)의 크기로 재작업되어 총 배기량은 3.4 L (3431.93 cc/209 in³)가 되었지만, 출력은 280 PS (206 kW)로 유지되었다. 휠베이스는 100 mm (3.9 in) 늘어 2,350 mm (93 in)가 되었지만, 500 TR과 마찬가지로 새로운 전륜 코일 스프링 서스펜션이 적용되어 100 kg (220 lb) 더 무거워진 차량임에도 불구하고 핸들링이 좋았다. 1956년 세브링 12시간 레이스에서 후안 마누엘 판히오와 카스텔로티 팀이 우승했으며, 루이지 무소와 해리 셸은 2위를 차지했다. 또한 1956년 밀레 밀리아에서는 두 대의 860 몬자가 종합 2위와 3위를 차지했다.

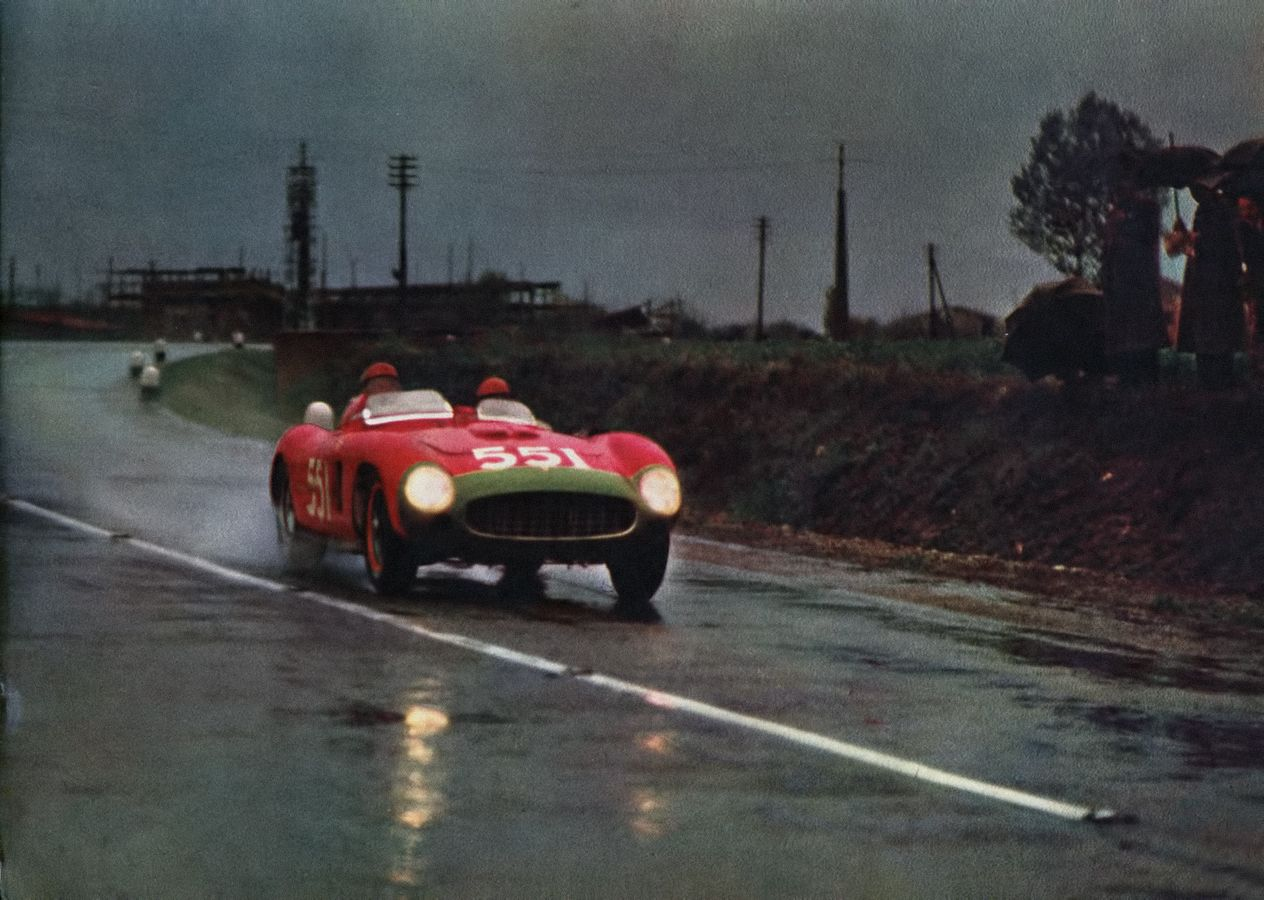
1956년 밀레 밀리아에서 종합 2위를 차지한 페라리 860 몬자 개선형, 피터 콜린스와 루이스 클레만타스키가 운전

### 625 LM
1955년 르망 참사 이후, 오토모빌 클럽 드 르웨스트는 1956년 르망 24시의 엔진 크기를 줄이고 프로토타입 출전을 제한하여 경주의 속도와 위험을 통제했다. 페라리는 1956년 3.4 L 860 몬자와 3.5 L 290 MM을 경주에 출전시킬 수 없었으므로, 대신 세 대의 500 TR 바르케타를 개조하여 더 큰 2.5 L 엔진을 장착하고 625 LM으로 출전시켰다. 엔진은 625 F1에서 압축비를 9:1로 낮추고 두 개의 웨버 42DCO/A 카뷰레터를 사용하여 약간만 개조되었다. 세 대 중 장드비앙/트랭티냥의 차량만이 완주하여, 개인 출전 에퀴리 에코세 재규어 D-타입과 공장 출전 애스턴 마틴 DB3S에 이어 3위를 차지했다(이 두 모델은 '생산' 스포츠카로 분류될 만큼 충분한 수량이 생산 및 판매되었으므로 '프로토타입'에 대한 2.5리터 제한을 받지 않았다). 네 대의 차량 중 세 대는 카로체리아 투어링이 차체를 제작했으며, 디자인은 페어링된 헤드레스트를 포함하여 750 몬자를 모방했다.

## 1957년
페라리는 1956년 말에 4기통 스포츠 레이서 라인을 고객에게 넘겨주었으며, 스쿠데리아 페라리에 자노 V12 엔진을 장착한 315 S 및 335 S 차량과 콜롬보 V12 엔진을 장착한 250 테스타로사를 장착하기로 결정했다.

### 500 TRC
1956/7년의 500 TRC는 전년도의 성공적인 500 TR을 개량한 버전이었다. 가장 중요한 변경 사항은 국제 레이싱 규정의 부속서 C를 준수하기 위해 이루어졌으며, 그 결과 모델 이름에 "C"가 추가되었다. 이러한 규정을 따르기 위해 페라리는 조종석을 넓히고, 조수석 문을 추가하고, 와이퍼가 달린 전면 유리창을 장착하고, 120 리터 (32 U.S. gal) 연료 탱크를 설치했으며, 접이식 컨버터블 탑까지 추가했다. 스칼리에티가 제작한 차체는 500 TR과 유사했지만, 후드가 더 낮고 휠 아치와 펜더가 약간 재정비되었다. 500 TR과의 또 다른 변화는 860 몬자에서 파생된 더 긴 2,350 mm (93 in)의 휠베이스였다. 서스펜션은 라이브 리어 액슬과 함께 모든 곳에 코일 스프링이 특징이었다. 500 TR처럼 이 차는 680 kg (1,500 lb)에 불과했으며, 180 hp (132 kW)를 생산했다. 페라리는 1956년과 1957년 사이에 총 19대의 500 TRC 섀시를 제조했다. 이 모델은 페라리가 제작한 마지막 4기통 레이싱카였다.
이 모델은 스쿠데리아 페라리에 의해 워크스 카로 경주된 적이 없지만, 500 TRC는 독립 팀과 드라이버에 의해 성공적으로 경주되었다. 1957년 르망 24시에서 500 TRC는 종합 7위를 기록하며 2,000 cc 클래스에서 우승을 차지했다. 또 다른 500 TRC는 1958년 타르가 플로리오에서 2,000 cc 클래스 우승을 차지했다.
두 대의 500 TRC 섀시는 공장에서 2.5리터 사양으로 업그레이드되어 매우 희귀한 625 TRC 모델을 만들었다. 이들은 모두 캘리포니아의 페라리 대리점 소유주인 존 폰 노이만(John von Neumann)이 소유하고 경주했다. S/n 0672MDTR은 추가로 3.4 L 860 몬자 엔진이 장착되었지만, 1958년에 다시 한번 3.0 L 250 테스타 로사 유닛으로 재장착되었다. S/n 0680MDTR은 2012년 5월 12일 RM 소더비즈 모나코 경매에서 5백만 유로에 팔렸다.

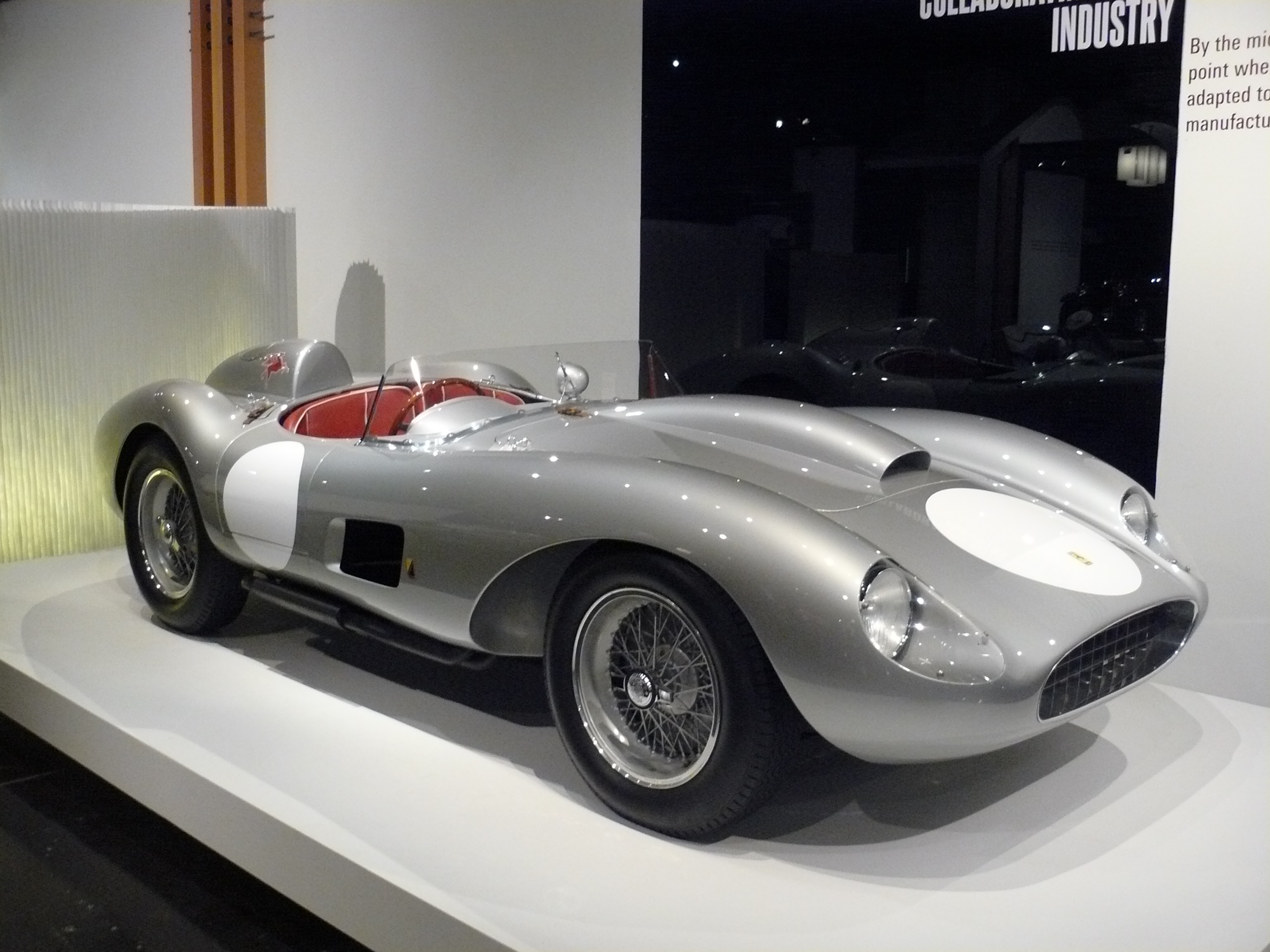
페라리 625/250 TRC

## 페라리 몬자 SP

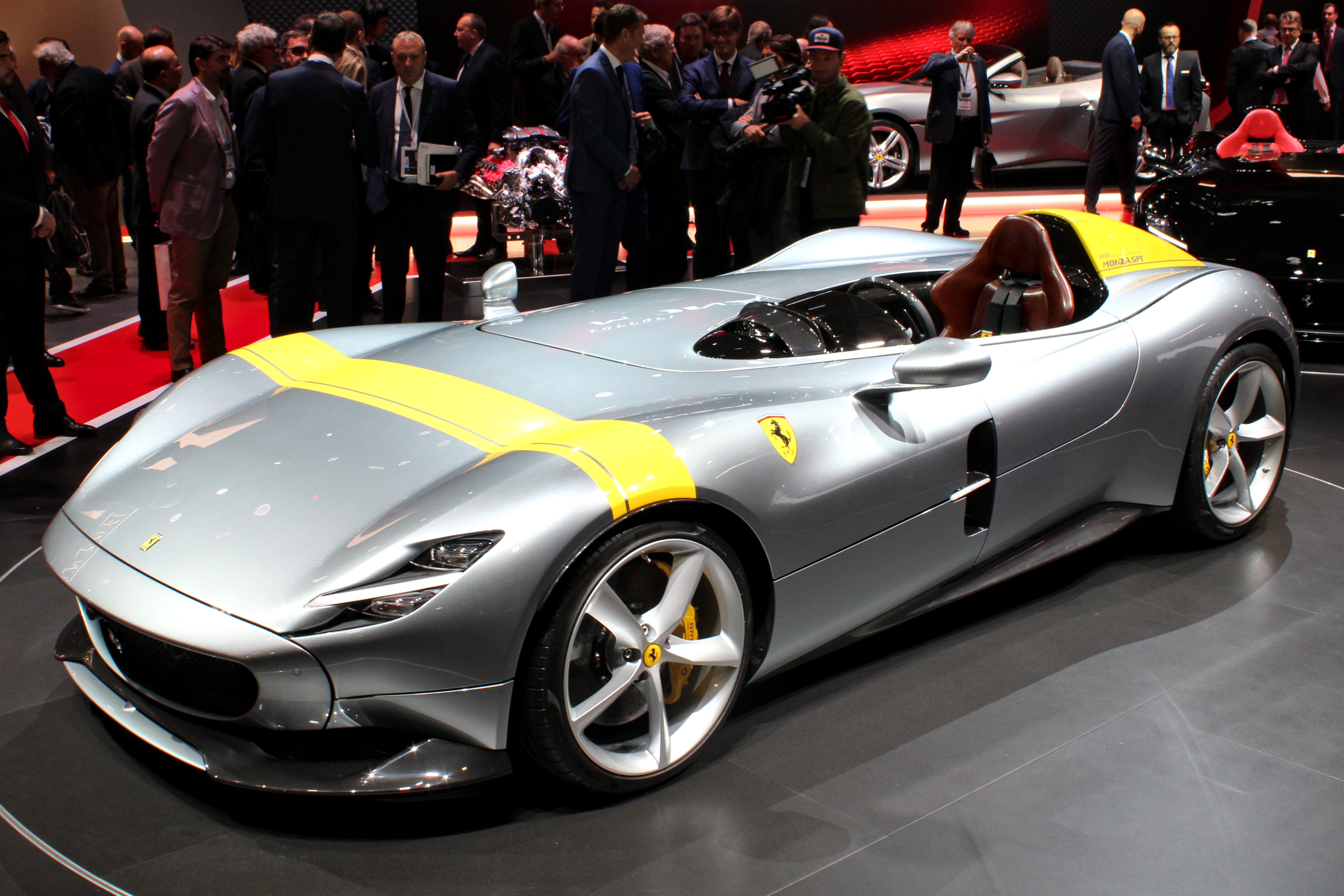
2018년 파리 모터쇼의 페라리 몬자 SP1

몬자 SP1과 SP2는 이전 몬자 모델들, 예를 들어 750 몬자와 860 몬자에서 영감을 받은 한정 생산 스포츠카이다. 2018년에 소개되었다. 이 차량들은 "이코나" 시리즈라고 불리는 새로운 모델 계보의 시작을 알리며, 고전적인 페라리 모델에서 영감을 받은 특별한 차량을 한정 시리즈로 생산하는 것을 목표로 한다. SP1은 1인승이며, SP2는 2인승이다. 500대 미만이 생산될 것으로 예상된다.

## 같이 보기
- 페라리 250 몬자

### 서적
- Acerbi, Leonardo (2012). 《Ferrari: All The Cars》. Haynes Publishing. ISBN 978-1-84425-581-8.